# Lecteur (liturgie)
Pour les articles homonymes, voir lecteur et Lectorat (homonymie).

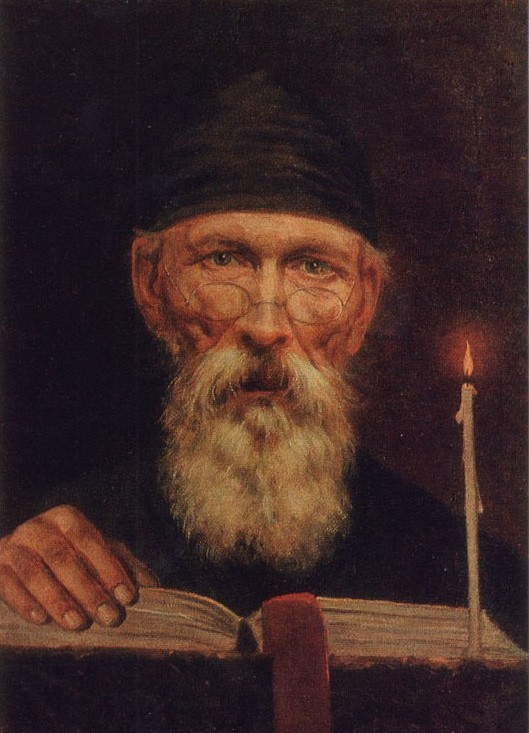
Portrait d'un lecteur de l'Église russe orthodoxe (1878).

Le lecteur est, dans plusieurs Églises chrétiennes, chargé principalement de lire à voix haute des extraits de l'Écriture lors de l'office. Il est aussi affecté à la garde des livres sacrés ; il peut diriger le chœur. Dans certaines paroisses, il assure l'ordonnance de l'office.

## Origine du lectorat
L'office de lecteur est connu dès avant 251, date de la Lettre de Corneille à l'évêque Fabien (Fabianus) d'Antioche. Sa charge est ainsi décrite : « Le lecteur était chargé de garder les livres sacrés ; de lire pour celui qui prêche ; de chanter les leçons ; de bénir le pain et les fruits nouveaux. Il servait de secrétaire aux prêtres et aux évêques ».
La fonction de lecteur, prestigieuse au IIe siècle, sera plus tard absorbée dans le système hiérarchique ecclésiastique qui se structure à partir du milieu du IIIe siècle.

## Catholicisme de rite romain
Dans l'Église catholique romaine, le terme "lecteur" désigne la personne chargée de lire les textes bibliques lors de l'office sauf les évangiles réservés au diacre ou au prêtre. Ce terme désigne aussi plus largement une personne à laquelle a été conféré le titre de lecteur. Dans ce dernier sens, cette charge était autrefois considérée comme l'un des quatre ordres mineurs. Dans les temps plus récents, cet office était attribué aux séminaristes se préparant à la prêtrise.
Avec effet au 1er janvier 1973, le motu proprio de Paul VI Ministeria quaedam du 15 août 1972 décrète que :
 « 1. Ceux que l'on appelait jusqu'à présent ordres mineurs doivent désormais être appelés ministères.
  
2. Des ministères peuvent être attribués à des laïcs ; par conséquent, on ne doit plus les considérer comme réservés aux candidats à la prêtrise.

3. Deux ministères, adaptés aux nécessités d'aujourd'hui, doivent être préservés dans toute l'Église : celui de lecteur et celui d'acolyte. Les fonctions correspondantes, assignées jusqu'à présent aux sous-diacres, sont dévolues au lecteur et à l'acolyte.

4. Le lecteur est chargé d'une mission particulière : celle de lire la parole divine devant l'assemblée. Il proclame les Saintes Écritures à l'exception de l'Évangile ; en l'absence de psalmiste, il récite les psaumes entre les lectures ; en l'absence de diacre, il présente les intentions pour les intercessions générales ; il dirige les chants et la participation des fidèles ; il prépare les fidèles à la réception des sacrements ; il aide les autres fidèles désignés pour une lecture particulière. Pour se préparer à ces tâches, il doit méditer assidument les Saintes Écritures ; (…) Conscient de sa charge, le lecteur fait tous ses efforts et emploie tous les moyens pour acquérir la connaissance et l'amour de l'Écriture Sainte qui feront de lui un meilleur fidèle du Seigneur. »
Le canon 1035 du Droit canonique exige que les candidats au diaconat aient reçu et exercé durant un temps suffisant les charges d'acolyte et de lecteur. L'accès à cette dernière charge doit précéder de six mois au moins l'ordination au diaconat.
Le titulaire de la charge de lecteur doit, lorsqu'il lit l'Écriture à la messe, revêtir l'aube (avec la ceinture et l'amict si nécessaire). Les lecteurs occasionnels pour une cérémonie particulière n'ont ni l'obligation ni l'interdiction de porter une aube : « Lors de la célébration de la messe, un prêtre auxiliaire, un diacre, un lecteur en charge doivent revêtir une aube et se ceint de cordon sur l'aube qui a de plis derrière et devant  lorsqu'il se rendent à l'ambon pour lire la parole de Dieu. Ceux qui remplissent le ministère de lecteur juste pour l'occasion ou même régulièrement mais sans être nommés à l'office de lecteur peuvent se rendre à l'ambon dans les habits ordinaires à la communauté ».
La Présentation générale du Missel romain spécifient ainsi les fonctions de ceux qui, sans être investis de la charge de lecteur, en remplissent la mission lors de la messe : « En l'absence de lecteur institué, des laïcs peuvent être chargés de proclamer la Sainte Écriture. Ils doivent être accomplis pour cette fonction et soigneusement préparés pour que leur lecture conduise leurs auditeurs à une douce et sincère affection des Écritures saintes ». Ces "Instructions générales" ne font donc aucune différence entre les hommes et les femmes.
Le pape François a permis, avec le motu proprio Spiritus Domini rendu public le lundi 11 janvier 2021, aux femmes d'accéder aux ministères du Lectorat et de l'acolytat sous une forme stable et institutionnalisée, avec un mandat spécifique.
Les paroisses dépendant de la Commission pontificale Ecclesia Dei sont autorisées à utiliser le rite d'avant 1973 pour ceux de leurs fidèles qui reçoivent le titre de lecteur.

## Christianisme de rite byzantin

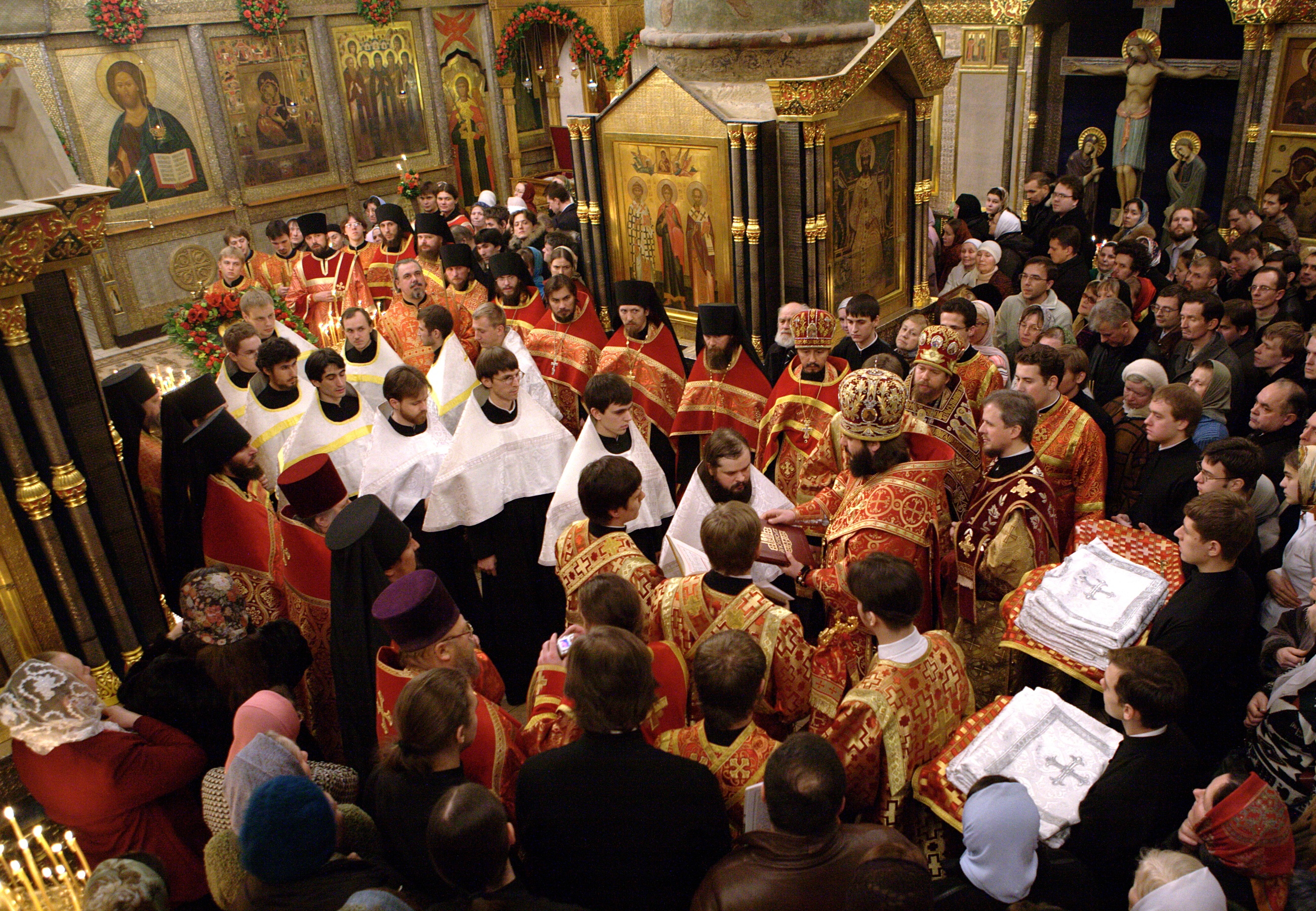
Ordination des lecteurs par un évêque orthodoxe russe. Les lecteurs portent un court phélonion (en blanc sur la photo).

Le lecteur (en grec ancien : Ἀναγνώστης, Anagnostis) est, dans les Églises d'Orient — Églises orthodoxes et Églises catholiques de rite byzantin —, le second rang dans la hiérarchie des ordres mineurs, supérieur au portier (aujourd'hui obsolète) et inférieur au sous-diacre. Le rôle principal du lecteur est de lire les paraboles bibliques, les épîtres néotestamentaires lors de la Divine Liturgie, aux vêpres et à d'autres offices ; il chante également les versets de Psaumes et des prokeimenons, l'Alléluia, certains antiphonaires et d'autres hymnes. De ce fait, il incombe au lecteur, dans certaines paroisses, d'établir l'ordonnancement du service selon des règles compliquées. Ceci nécessite une connaissance intime de la structure et des règles des divers services.
L'ordination du lecteur est un service spécial quoique aujourd'hui des laïcs puissent être nommés lecteurs. Juste avant l'ordination d'un lecteur, celui-ci est tonsuré en signe d'obéissance et de soumission avant d'être reconnu comme clerc. La tonsure est un acte séparé de l'ordination. C'est par l'ordination, et non par la tonsure que l'on devient lecteur. Chez les chrétiens d'Orient, l'expression « être tonsuré lecteur » est fréquente mais techniquement incorrecte. La fonction de lecteur inclut celle d'acolyte, qui figure dans ses devoirs lors de l'ordination.

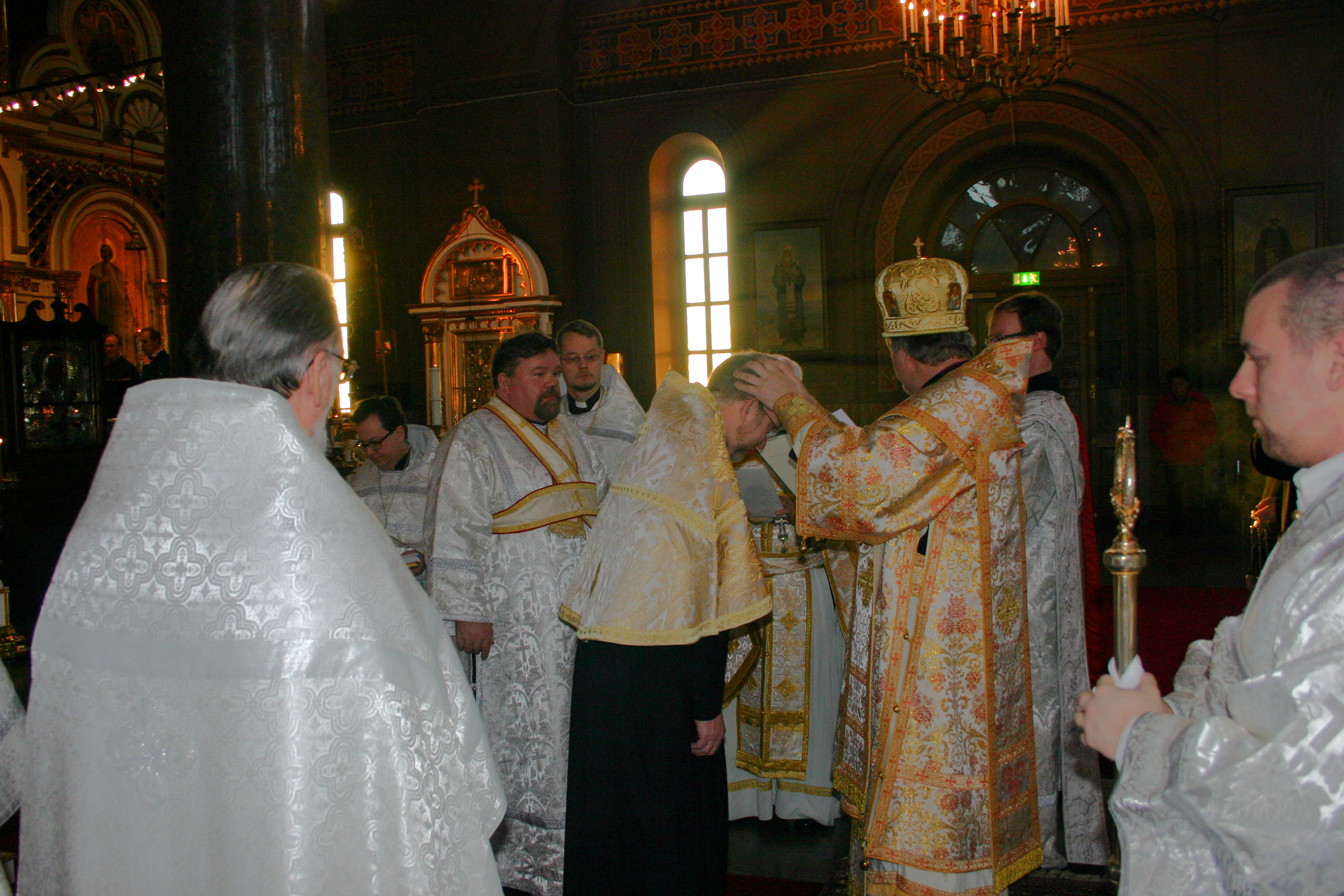
Ordination d'un lecteur en Finlande.

Le lecteur peut (et dans certaines Églises doit) porter une chasuble, comme marque de renoncement à ses désirs et d'obéissance à Dieu, à son évêque et aux règles canoniales ; selon les paroisses, le lecteur ne porte la chasuble que dans certaines occasions. En tout cas, le lecteur ne revêt aucun habit sacerdotal et ne remplit aucune des fonctions de prêtre ou de diacre.
Après avoir été tonsuré, le lecteur revêt un court phélonion qu'il porte lors de sa première lecture des épîtres. Ce phélonion est ensuite ôté ; il ne sera plus jamais porté. Il est remplacé par un sticharion que le lecteur revêtira chaque fois que son service l'exigera. Toutefois, cette pratique n'est pas générale et de nombreuses paroisses permettent que le lecteur porte seulement une chasuble. Souvent, l'évêque décrète quelle règle vestimentaire doit s'appliquer dans son diocèse.
Les icônes byzantines représentent souvent des lecteurs et des choristes revêtus d'habits proches des sticharions, mais plus amples que la coupe moderne, ainsi qu'un chapeau pointu dont les bords sont tirés sur le côté. Ce costume est aujourd'hui désuet.
En Thrace orientale, sous l'Empire ottoman, avant la « Grande Catastrophe » de 1922, des laïcs étaient distingués par la tonsure et la cheirothesia (consécration) en reconnaissance de leur action en faveur de l'Église. Beaucoup adoptaient le nom "Αναγνώστης" (Anagnostis) qu'ils ont transmis à leurs descendants.

## Anglicanisme
Les ordres mineurs ont été supprimés dans l'Église d'Angleterre. La charge de lecteur, dans sa forme actuelle, a été créée en 1866 ; elle est différente de l'ordre mineur traditionnel de lecteur. Cette charge revient à un laïc formé à cet effet ; elle porte donc le nom de "lecteur laïc" dans de nombreuses communautés anglicanes. Dans l'Église d'Angleterre, un lecteur laïc doit suivre trois années de cours du soir en théologie pour pouvoir prêcher et diriger les prières communes. Le lecteur n'est pas membre du clergé et ne peut administrer l'Eucharistie, conclure des mariages, bénir ou donner l'absolution. Le lecteur laïc peut conduire des cérémonies non sacramentelles (comme les funérailles dans certaines circonstances) ; il peut participer à l'Eucharistie et il peut prêcher. Un lecteur anglican arbore habituellement un collet sur une aube de choriste.